# Jelena Nemtschen
Jelena Nemtschen (kasachisch Елена Немщен, engl. Transkription Yelena Nemchen; * 6. Juli 1995) ist eine ehemalige kasachische Tennisspielerin.

## Karriere
Nemtschen spielte vorrangig auf der ITF Women’s World Tennis Tour, wo sie aber keinen Titel gewinnen konnte.